# UFC Fight Night: Адесанья vs. Имавов
UFC Fight Night: Adesanya vs. Imavov (также известный как UFC Fight Night 250 и UFC on ESPN+ 108) — турнир по смешанным единоборствам, организованный Ultimate Fighting Championship, который был проведён 1 февраля 2025 года на спортивной арене «anb Arena» в городе Эр-Рияд, Саудовская Аравия.

## Подготовка турнира
Этот турнир станет вторым мероприятием организации в Эр-Рияде, где в предыдущий раз проводился турнир UFC on ABC: Уиттакер vs. Алискеров в июне 2024 года.

### Главные события
В качестве заглавного события турнира был запланирован бой в среднем весе, в котором должны встретиться бывший двукратный чемпион UFC в среднем весе новозеландец нигерийского происхождения Исраэль Адесанья (#2 в рейтинге) и француз российского происхождения Нассурдин Имавов (#5 в рейтинге).
| Заглавное событие — Средний вес | Заглавное событие — Средний вес | Заглавное событие — Средний вес |
| --- | --- | ------------------------------- |
| Исраэль Адесанья | | Нассурдин Имавов                |
| ISRAEL MOBOLAJI ODUNAYO ADESANYA «The Last Stylebender» (Последний повелитель стилей) 35 лет (22.07.1989) Рост 193 см, размах рук 203 см, вес 83,9 кг Гражданство: / Происхождение: Место рождения: Лагос, Нигерия Представляет: Окленд, Новая Зеландия / Лагос, Нигерия «City Kickboxing» Дебют в UFC — 10.02.2018 (с рекордом 10-0) Бонусы «Fight of the Night» (2) / «Perfomance of the Night» (6) Двукратный чемпион UFC в среднем весе (04.2023-09.2023, защиты 0/1) Чемпион UFC в среднем весе (10.2019-11.2022, защиты 5/6) Временный чемпион UFC в среднем весе (04.2019-10.2019) Чемпион Hex Fighting Series в среднем весе (2017) Чемпион Australian Fighting Championship в среднем весе (2017) | НАССУРДИН АБДУЛАЗИМОВИЧ ИМАВОВ «Russian Sniper» (Русский снайпер) 28 лет (01.03.1996) Рост 191 см, размах рук 191 см, вес 83,9 кг Гражданство: / Происхождение: ( Кумыки) Место рождения: Хасавюрт, Дагестан, Россия Представляет: Париж, Франция «MMA Factory» Дебют в UFC — 03.10.2020 (с рекордом 8-2) Чемпион Thunderstrike Fight League в полусреднем весе (2019) |                                 |
| Последние бои: 17.08.2024, Дрикус дю Плесси (ч), SUB4 10.09.2023, Шон Стрикленд (#5), UDEC 08.04.2023, Алекс Перейра (ч), KO2 12.11.2023, Алекс Перейра (#4), TKO5 02.07.2022, Джаред Каннонир (#2), UDEC | Последние бои: UDEC, Брендан Аллен (#8), 28.09.2024 TKO4, Джаред Каннонир (#4), 08..06.2024 MDEC, Роман Долидзе (#8), 03.02.2024 NC, Крис Кёртис (#14), 10.06.2023 UDEC, Шон Стрикленд (#7), 14.01.2023 |                                 |

### Изменения карда
При подготовке турнира были анонсированы, но впоследствии отменены следующие поединки:
- Бой в лёгком весе между Джорданом Ливиттом и Абдул-Каримом Аль-Сельвади.[3] Ливитт снялся с боя по неизвестным причинам и его заменил Боладжи Оки.[4] В свою очередь Оки также снялся с боя по неизвестной причине на неделе перед турниром.[5]
- Бой в среднем весе, в котором должны были встретиться россиянин Икрам Алискеров и бразилец Андре Мунис.[6] Изначально эти бойцы должны были встретиться ещё на турнире UFC on ESPN: Перес vs. Таира в июне 2024 года, но тогда Мунис выбыл из-за перелома ноги.[7] В свою очередь, на текущем турнире бой снова не состоится и, вероятно, будет перенесён на новую дату из-за визовых проблем в стране проведения турнира у Муниса.[8]

### Анонсированные бои
| Бой | Весовая категория     | Участники боёв и их статистика перед боем (рекорд ММА / рекорд UFC / серия) | Участники боёв и их статистика перед боем (рекорд ММА / рекорд UFC / серия) | Участники боёв и их статистика перед боем (рекорд ММА / рекорд UFC / серия) | Участники боёв и их статистика перед боем (рекорд ММА / рекорд UFC / серия) | Участники боёв и их статистика перед боем (рекорд ММА / рекорд UFC / серия) | Участники боёв и их статистика перед боем (рекорд ММА / рекорд UFC / серия) | Участники боёв и их статистика перед боем (рекорд ММА / рекорд UFC / серия) | Участники боёв и их статистика перед боем (рекорд ММА / рекорд UFC / серия) | Участники боёв и их статистика перед боем (рекорд ММА / рекорд UFC / серия) | Участники боёв и их статистика перед боем (рекорд ММА / рекорд UFC / серия) | Участники боёв и их статистика перед боем (рекорд ММА / рекорд UFC / серия) | Участники боёв и их статистика перед боем (рекорд ММА / рекорд UFC / серия) |
|     |                       | Главный кард (Main Card, ESPN+)                                             |                                                                             |                                                                             |                                                                             |                                                                             |                                                                             |                                                                             |                                                                             |                                                                             |                                                                             |                                                                             |                                                                             |
| 1   | Средний вес           | Исраэль Адесанья (Israel Adesanya)                                          | #2, exЧ                                                                     | 24-4                                                                        | 13-4                                                                        | -2                                                                          | vs.                                                                         | Нассурдин Имавов (Nassourdine Imavov)                                       | #5                                                                          | 15-4 (1)                                                                    | 7-2 (1)                                                                     | +3                                                                          | [ 9 ]                                                                       |
| 2   | Средний вес           | Шарабутдин Магомедов (Shara Magomedov)                                      | #14                                                                         | 15-0                                                                        | 4-0                                                                         | +15                                                                         | vs.                                                                         | Майкл Пейдж (Michael Page)                                                  | #15* (13)                                                                   | 22-3                                                                        | 1-1                                                                         | -1                                                                          | [ 10 ]                                                                      |
| 3   | Тяжёлый вес           | Сергей Павлович (Sergei Pavlovich)                                          | #4 (1), exПВ                                                                | 18-3                                                                        | 6-3                                                                         | -2                                                                          | vs.                                                                         | Жаирзиньо Розенстрайк (Jairzinho Rozenstruik)                               | #9 (3)                                                                      | 15-5                                                                        | 9-5                                                                         | +2                                                                          | [ 11 ]                                                                      |
| 4   | Легчайший вес         | Саид Нурмагомедов (Said Nurmagomedov)                                       | exT(12)                                                                     | 18-3                                                                        | 7-2                                                                         | +1                                                                          | vs.                                                                         | Винисиус Оливейра (Vinicius Oliveira)                                       | CS                                                                          | 21-3                                                                        | 2-0                                                                         | +4                                                                          | [ 12 ]                                                                      |
| 5   | Лёгкий вес            | Фарес Зиам (Fares Ziam)                                                     |                                                                             | 16-4                                                                        | 6-2                                                                         | +4                                                                          | vs.                                                                         | Майк Дэвис (Mike Davis)                                                     | CS                                                                          | 11-2                                                                        | 4-1                                                                         | +4                                                                          | [ 13 ]                                                                      |
|     |                       | Предварительный кард (Prelims, ESPN+)                                       |                                                                             |                                                                             |                                                                             |                                                                             |                                                                             |                                                                             |                                                                             |                                                                             |                                                                             |                                                                             |                                                                             |
| 6   | Полулёгкий вес        | Мухаммад Наимов (Muhammad Naimov)                                           | CS                                                                          | 11-3                                                                        | 3-1                                                                         | -1                                                                          | vs.                                                                         | Каан Офли (Kaan Ofli)                                                       | TUF(F)                                                                      | 11-3-1                                                                      | 0-1                                                                         | -1                                                                          | [ 14 ]                                                                      |
| 7   | Тяжёлый вес           | Шамиль Газиев (Shamil Gaziev)                                               | #14                                                                         | 13-1                                                                        | 2-1                                                                         | +1                                                                          | vs.                                                                         | Томас Питерсен (Thomas Petersen)                                            | CS                                                                          | 9-2                                                                         | 1-1                                                                         | +1                                                                          | [ 15 ]                                                                      |
| 8   | Лёгкий вес            | Террэнс Маккини (Terrance McKinney)                                         | CS                                                                          | 15-7                                                                        | 5-4                                                                         | -1                                                                          | vs.                                                                         | Дамир Хаджович (Damir Hadzovic)                                             |                                                                             | 14-7                                                                        | 4-5                                                                         | -1                                                                          | [ 16 ]                                                                      |
| 9   | Жен. наилегчайший вес | Жасмин Ясудавичюс (Jasmine Jasudavicius)                                    | #12, CS                                                                     | 12-3                                                                        | 6-2                                                                         | +3                                                                          | vs.                                                                         | Майра Буэну Силва (Mayra Bueno Silva)                                       | #6* (2), exП, CS                                                            | 10-4-1 (1)                                                                  | 5-4-1 (1)                                                                   | -2                                                                          | [ 17 ]                                                                      |
| 10  | Полулёгкий вес        | Богдан Град (Bogdan Grad)                                                   | д, CS                                                                       | 14-2                                                                        | -                                                                           | +3                                                                          | vs.                                                                         | Лукас Алешандер (Lucas Alexander)                                           |                                                                             | 8-4                                                                         | 1-2                                                                         | -1                                                                          | [ 18 ]                                                                      |
| 11  | Тяжёлый вес           | Хамди Абдельвахаб (Hamdy Abdelwahab)                                        | CS                                                                          | 3-0 (1)                                                                     | 0-0 (1)                                                                     | +3                                                                          | vs.                                                                         | Джамал Погс (Jamal Pogues)                                                  | CS                                                                          | 11-4                                                                        | 2-1                                                                         | +1                                                                          | [ 19 ]                                                                      |
|     |                       | Отменённые бои                                                              |                                                                             |                                                                             |                                                                             |                                                                             |                                                                             |                                                                             |                                                                             |                                                                             |                                                                             |                                                                             |                                                                             |
|     | Лёгкий вес            | Джордан Ливитт (Jordan Leavitt)▼                                            | CS                                                                          | 11-3                                                                        | 4-3                                                                         | -1                                                                          | vs.                                                                         | Абдул-Карим Аль-Сельвади (Abdul-Kareem Al-Selwady)                          | CS                                                                          | 15-4                                                                        | 0-1                                                                         | -1                                                                          | [ 20 ]                                                                      |
|     | Средний вес           | Икрам Алискеров (Ikram Aliskerov)                                           | CS                                                                          | 15-2                                                                        | 2-1                                                                         | -1                                                                          | vs.                                                                         | Андре Мунис (Andre Muniz)▼                                                  | exT(10), CS                                                                 | 24-6                                                                        | 6-2                                                                         | +1                                                                          | [ 21 ]                                                                      |
|     | Лёгкий вес            | Абдул-Карим Аль-Сельвади (Abdul-Kareem Al-Selwady)                          | CS                                                                          | 15-4                                                                        | 0-1                                                                         | -1                                                                          | vs.                                                                         | Боладжи Оки (Bolaji Oki)▲▼                                                  | CS                                                                          | 9-2                                                                         | 1-1                                                                         | -1                                                                          | [ 22 ]                                                                      |

Условные обозначения: #5 (1) — текущее (лучшее) место бойца в рейтинге, exЧ(В) — бывший чемпион (временный), exП(В) — бывший претендент на титул чемпиона (временного), exТ(3) — боец входил в рейтинг Топ-15 (лучшее место в рейтинге), д — дебютант, CS — боец участвовал в Претендентской серии Дэйны Уайта, RTU — боец участвовал в шоу Road To UFC, TUF — боец участвовал в шоу The Ultimate Fighter, TUF(W/F) — боец являлся победителем/финалистом The Ultimate Fighter, WEC/SF — боец выступал в WEC или Strikeforce до объединения этих организаций с UFC.
[*] Текущая позиция Майкла Пейджа в рейтинге полусреднего веса.
[*] Текущая позиция Майры Буэну Силвы в рейтинге женского легчайшего веса.

## Церемония взвешивания
Результаты официальной церемонии взвешивания бойцов перед турниром.
| Весовая категория и допустимый лимит в фунтах | Весовая категория и допустимый лимит в фунтах | Участники боёв и их вес в фунтах | Участники боёв и их вес в фунтах | Участники боёв и их вес в фунтах | Участники боёв и их вес в фунтах |
| --------------------------------------------- | --------------------------------------------- | -------------------------------- | -------------------------------- | -------------------------------- | -------------------------------- |
| Средний вес                                   | 185 (+1)                                      | Исраэль Адесанья                 | 185                              | Нассурдин Имавов                 | 185                              |
| Средний вес                                   | 185 (+1)                                      | Шарабутдин Магомедов             | 185                              | Майкл Пейдж                      | 185,5                            |
| Тяжёлый вес                                   | 265 (+1)                                      | Сергей Павлович                  | 249                              | Жаирзиньо Розенстрайк            | 252                              |
| Легчайший вес                                 | 135 (+1)                                      | Саид Нурмагомедов                | 135,5                            | Винисиус Оливейра                | 135                              |
| Лёгкий вес                                    | 155 (+1)                                      | Фарес Зиам                       | 156                              | Майк Дэвис                       | 155,5                            |
| Полулёгкий вес                                | 145 (+1)                                      | Мухаммад Наимов                  | 145,5                            | Каан Офли                        | 145                              |
| Тяжёлый вес                                   | 265 (+1)                                      | Шамиль Газиев                    | 260                              | Томас Питерсен                   | 263                              |
| Лёгкий вес                                    | 155 (+1)                                      | Террэнс Маккини                  | 156                              | Дамир Хаджович                   | 155,5                            |
| Наилегчайший вес (женщины)                    | 125 (+1)                                      | Жасмин Ясудавичюс                | 125                              | Майра Буэну Силва                | 126                              |
| Полулёгкий вес                                | 145 (+1)                                      | Богдан Град                      | 145,5                            | Лукас Алешандер                  | 148,5**                          |
| Тяжёлый вес                                   | 265 (+1)                                      | Хамди Абдельвахаб                | 260                              | Джамал Погс                      | 264                              |

[**] Лукас Алешандер не смог уложиться в лимит полулëгкой весовой категории (превышение 2,5 фунта), Алешандер заплатит штраф в размере 30% от своего гонорара в пользу соперника. Бой пройдёт в промежуточном весе 148,5 фунтов.

## Результаты турнира
В главном бою вечера Нассурдин Имавов победил Исраэля Адесанью техническим нокаутом во 2-м раунде.
| Статистика поединка: | Статистика поединка: | Статистика поединка:                          | Статистика поединка:                          | Статистика поединка: | Статистика поединка: | Статистика поединка: | Статистика поединка: | Статистика поединка: | Статистика поединка: | Статистика поединка: | Статистика поединка: | Статистика поединка: | Статистика поединка: | Статистика поединка: | Статистика поединка: | Статистика поединка: | Статистика поединка: | Статистика поединка: |
| Участник             | Нокдауны             | Акцентрованные удары (по цели/всего/точность) | Акцентрованные удары (по цели/всего/точность) | По раундам           | По раундам           | По раундам           | По раундам           | По раундам           | По цели              | По цели              | По цели              | По позиции           | По позиции           | По позиции           | Тейкдауны            | Тейкдауны            | Контроль             | Попытка приема       |
| Участник             | Нокдауны             | Акцентрованные удары (по цели/всего/точность) | Акцентрованные удары (по цели/всего/точность) | 1Р                   | 2Р                   | 3Р                   | 4Р                   | 5Р                   | Голова               | Корпус               | Ноги                 | Дистанция            | Клинч                | Партер               | Тейкдауны            | Тейкдауны            | Контроль             | Попытка приема       |
| -------------------- | -------------------- | --------------------------------------------- | --------------------------------------------- | -------------------- | -------------------- | -------------------- | -------------------- | -------------------- | -------------------- | -------------------- | -------------------- | -------------------- | -------------------- | -------------------- | -------------------- | -------------------- | -------------------- | -------------------- |
| Исраэль Адесанья     | 0                    | 26/50                                         | 52%                                           | 20/44                | 6/6                  | -                    | -                    | -                    | 9/48                 | 6/8                  | 11/14                | 26/50                | 0                    | 0                    | 0/1                  | 0%                   | 0:00                 | 0                    |
| Нассурдин Имавов     | 1                    | 15/31                                         | 48%                                           | 8/21                 | 7/10                 | -                    | -                    | -                    | 9/21                 | 0/3                  | 6/7                  | 10/25                | 0                    | 5/6                  | 0/3                  | 0%                   | 0:44                 | 0                    |

| Бой    | Весовая категория           | Результат боя        | Результат боя     | Результат боя | Результат боя | Результат боя | Результат боя         | Результат боя | Способ победы                                                  | Раунд | Время | Рефери в ринге |
|        |                             | Главный кард         |                   |               |               |               |                       |               |                                                                |       |       |                |
| Бой 11 | Средний вес                 |                      | Нассурдин Имавов  | #5            | поб.          |               | Исраэль Адесанья      | #2            | Нокаут (оверхэнд справа и добивание)                           | 2     | 0:30  | Марк Годдард   |
| Бой 10 | Средний вес                 |                      | Майкл Пейдж       | #15*          | поб.          |               | Шарабутдин Магомедов  | #14           | Единогласное решение (30–27, 30–27, 29–28)                     | 3     | 5:00  | Джейсон Херцог |
| Бой 9  | Тяжёлый вес                 |                      | Сергей Павлович   | #4            | поб.          |               | Жаирзиньо Розенстрайк | #9            | Единогласное решение (30–27, 30–27, 30–27)                     | 3     | 5:00  | Марк Смит      |
| Бой 8  | Легчайший вес               |                      | Винисиус Оливейра |               | поб.          |               | Саид Нурмагомедов     |               | Единогласное решение (29–28, 29–28, 29–28)                     | 3     | 5:00  | Керри Хэтли    |
| Бой 7  | Лёгкий вес                  |                      | Фарес Зиам        |               | поб.          |               | Майк Дэвис            |               | Единогласное решение (30–27, 30–27, 30–27)                     | 3     | 5:00  | Крис Тоньони   |
|        |                             | Предварительный кард |                   |               |               |               |                       |               |                                                                |       |       |                |
| Бой 6  | Полулёгкий вес              |                      | Мухаммад Наимов   |               | поб.          |               | Каан Офли             |               | Единогласное решение (30–27, 30–27, 29–28)                     | 3     | 5:00  | Марк Годдард   |
| Бой 5  | Тяжёлый вес                 |                      | Шамиль Газиев     | #14           | поб.          |               | Томас Питерсен        |               | Технический нокаут (хук справа)                                | 1     | 3:12  | Джейсон Херцог |
| Бой 4  | Лёгкий вес                  |                      | Терренс Маккинни  |               | поб.          |               | Дамир Хаджович        |               | Технический нокаут (удары руками из положения бэк-маунт)       | 1     | 2:01  | Джейсон Херцог |
| Бой 3  | Жен. наилегчайший вес       |                      | Жасмин Ясудавичюс | #12           | поб.          |               | Майра Буэну Силва     | #6*           | Единогласное решение (30–27, 30–27, 30–27)                     | 3     | 5:00  | Марк Смит      |
| Бой 2  | Промежуточный вес (148,5)** |                      | Богдан Град       | д             | поб.          |               | Лукас Алешандер       |               | Технический нокаут (удары руками и локтями из положения маунт) | 2     | 4:22  | Керри Хэтли    |
| Бой 1  | Тяжёлый вес                 |                      | Хамди Абдельвахаб |               | поб.          |               | Джамал Погс           |               | Раздельное решение (27–30, 29–28, 29–28)                       | 3     | 5:00  | Крис Тоньони   |

Официальные судейские карточки турнира.

## Награды
Следующие бойцы были удостоены денежного бонуса в размере $50,000:
- Лучший бой вечера: Винисиус Оливейра - Саид Нурмагомедов
- Выступление вечера: Нассурдин Имавов и Богдан Град